# Hypoestes forskaolii
Hypoestes forskaolii är en akantusväxtart. Hypoestes forskaolii ingår i släktet Hypoestes och familjen akantusväxter.

## Underarter
Arten delas in i följande underarter:
- H. f. forskaolii
- H. f. hildebrandtii